# ТДТ-55

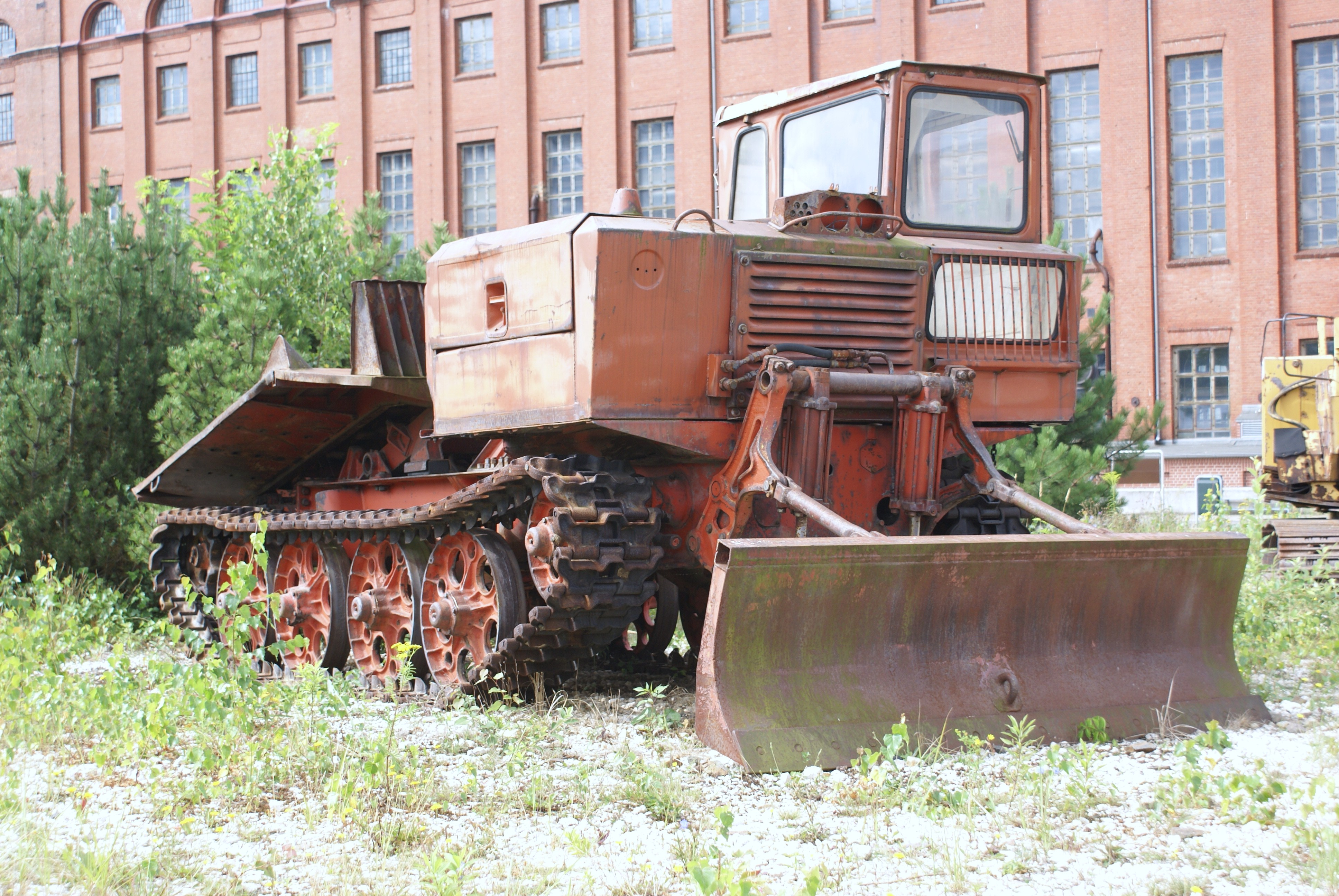

ТДТ-55 - гусеничний трелювальний трактор, призначений для вивезення і штабелювання середнього і великого лісу. Пристосований для роботи в складних лісових умовах.
Випускався з 1966 року на Онежскому тракторному заводі . У жовтні 2003 року модель була знята з виробництва. Даний трактор зарекомендував себе, як невибагливий в експлуатації і ремонтопридатний практично в будь-яких умовах.

## Двигун
На ТДТ-55 встановлювалися двигуни СМД-14БН, СМД-18Н, Д-245 (на пізніх випусках), чотирициліндрові з наддувом або без. Як правило, двигуни СМД-18, зважаючи на складність обслуговування і експлуатації, переобладнувалися в СМД-14. При цьому змінювалася циліндро-поршнева група, перенастроювали паливний насос високого тиску, і видалявся турбінний компресор (через застосування низькоякісних ПММ). Відносно слабкі двигуни СМД, як правило, мали малий міжремонтний ресурс.

## Трансмісія
Зчеплення сухе двухдисковое, має пару тертя типу «сталь по феродо», обладнано переднім тормозком. Для зниження стомлення оператора забезпечене гідравлічним підсилювачем. КПП має 5 передач вперед і 1 назад, не синхронізована, має фіксатор проти включення і виключення передач при відпущеній педалі зчеплення. Встановлена на двигун. Є вал відбору потужності для приводу лебідки. Карданна передача з'єднує КПП і задній міст трактора. Виконана з еластичних елементів по три з кожного боку, для запобігання деформації і зручності демонтажу забезпечена ковзною втулкою. Задній міст включає в себе головну конічну передачу, 2 сухих фрикціона «сталь по сталі», два плаваючих стрічкових гальмівних механізма, дві кінцевих передачі.

## Органи управління
Педаль подачі палива, поєднана з важелем, два важеля повороту і гальмування трактора, педаль вимикання зчеплення, важіль включення і реверсу лебідки, важіль муфти лебідки, важіль гальма лебідки.

## Робочі органи
Включають в себе бульдозерну навішення, трелювальний щит, реверсивну лебідку на 40 метрів троса з чокерами в кількості до 25 штук.

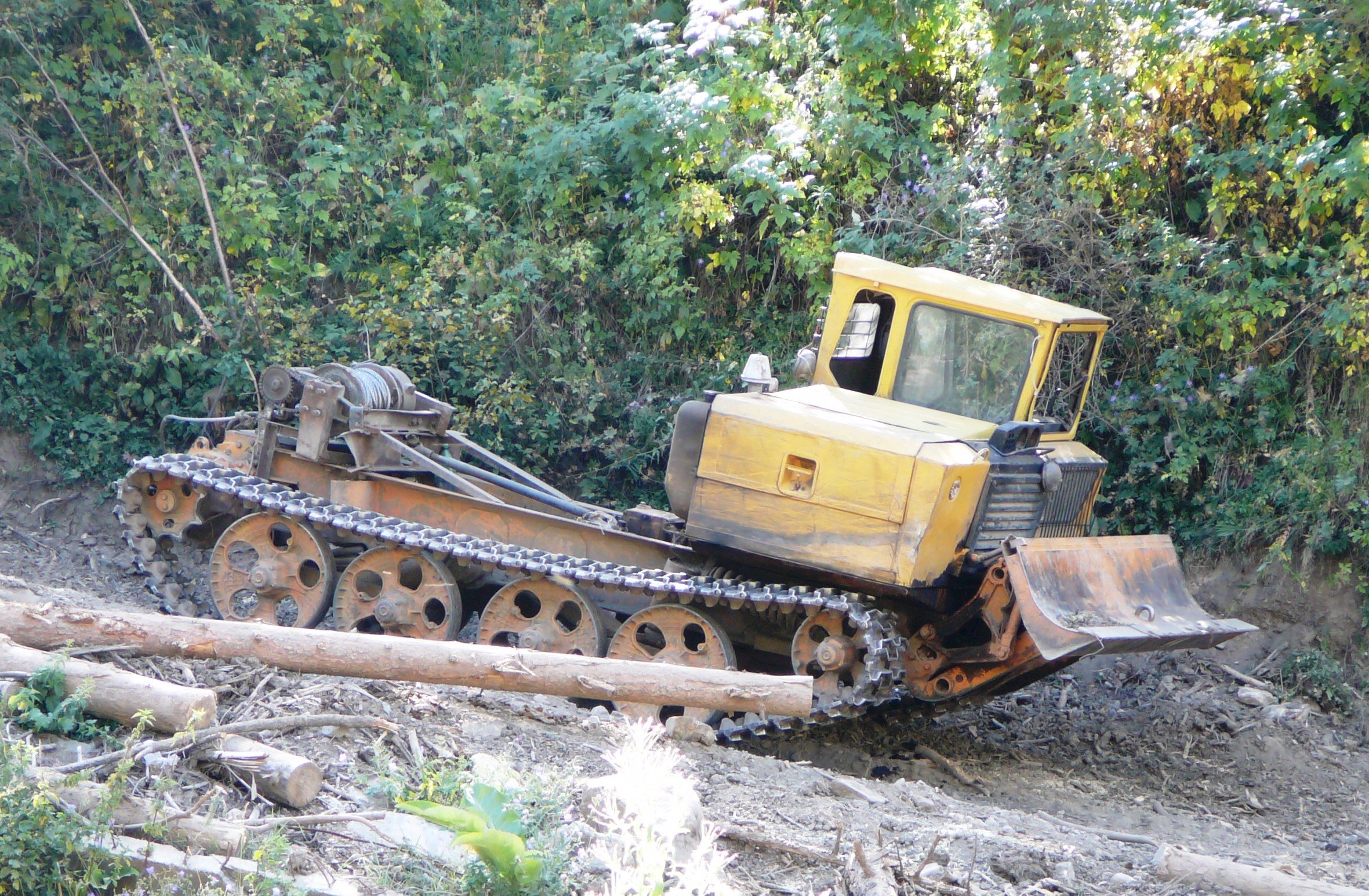
Трактор ТДТ-55А на схилі ущелини Кім-Асар в околицях Медео, що розчищає гірський схил після урагану. Серпень 2012 року.

## Військове застосування
В березні 2024 року в мережі з'явилися фотографії трактору ТДТ-55 зі встановленою 57-мм гарматою АЗП-57 в складі путінських окупаційних військ під час російсько-Української війни. Машина імовірно використовується інженерними з'єднаннями.